# Joan Roig i Montserrat

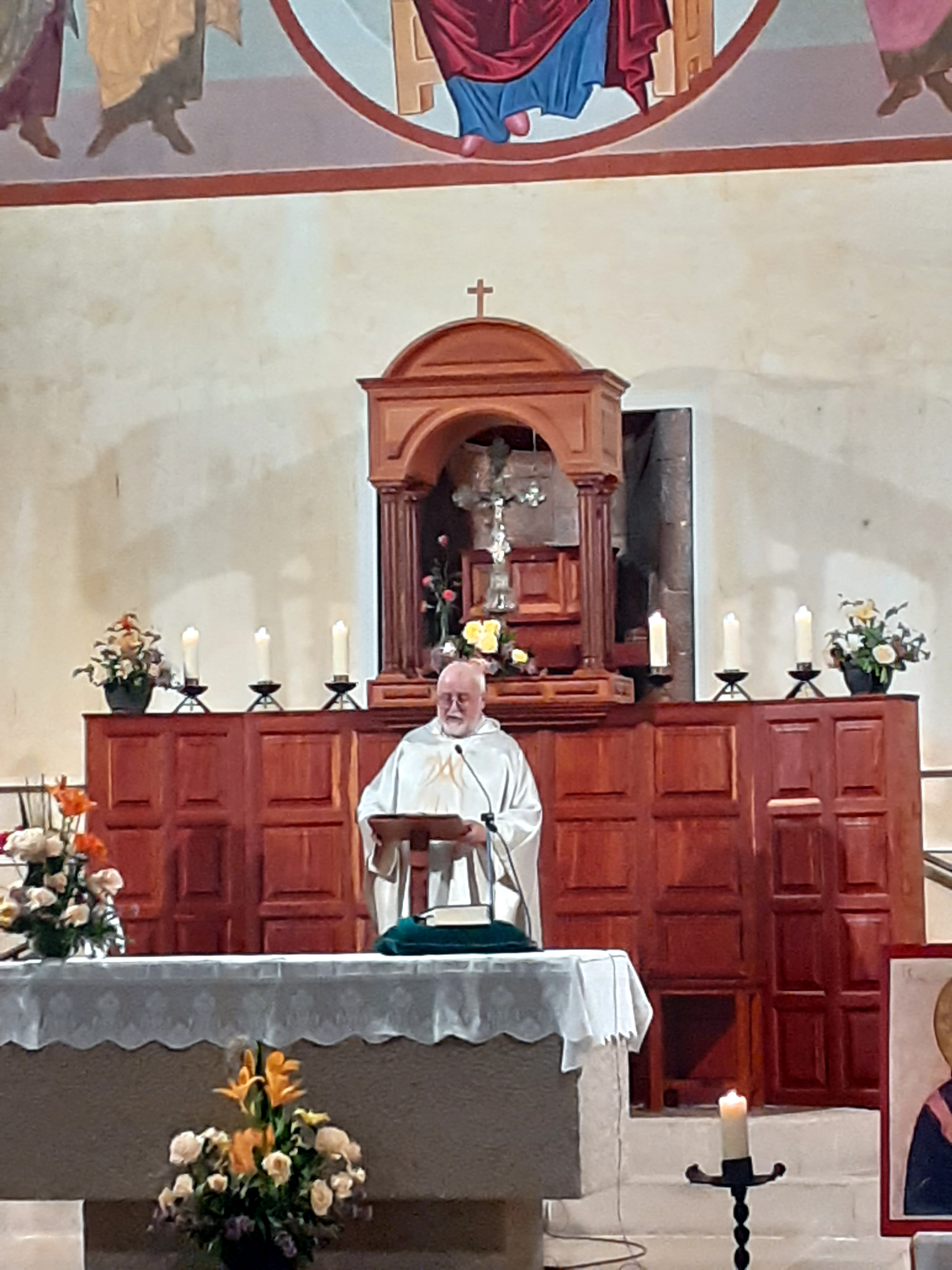
Mossèn Joan Roig oficia la missa a l'església de Sant Jaume d'Ulldemolins

Joan Roig i Montserrat (Felanitx, 1940) és un escriptor, gogista i prevere catòlic. Ha desenvolupat una extensa tasca dins de l'àmbit gogístic. Estudià al seminari dels pares paüls de l'Espluga de Francolí. Fou ordenat sacerdot a Barcelona (1966) i posteriorment i com a pare paül exercí el ministeri al Port de Sagunt. Deixà l'orde de la Congregació de la Missió i per incardinar-se com a prevere a l'Axidiòcesi de Tarragona, on exercí el ministeri a la Nou de Gaià i des de l'any 1977 és el rector d'Ulldemolins, on ha desplegat una intensa activitat pastoral, solidària, cultural i artística. Destaca la seva tasca d'ajuda a persones drogodependents per a la seva rehabilitació. Encarregà les pintures romanes d'Orient del Santuari del Loreto d'Ulldemolins. També és rector d'Albarca, Capafonts, Prades i Vilanova de Prades. Coneixedor de la ceràmica, els ex-libris, la bibliofília, les icones i els goigs. Ha estat professor de l'Institut de Ciències Religioses Sant Fructuós (Tarragona).
L'any 1963 escriu els goigs a la Mare de Déu dels Fadrins de Felanitx (Mallorca) i des d'aleshores n'ha escrit i arranjat més de dos-cents títols per a advocacions d'arreu dels Països Catalans. Joan Bauçà i Barceló aplegà els escrits de 1963 al 2005 a l'antologia Els goigs del poeta i gogista Mn. Joan Roig i Montserrat (Gogistes Tarragonins, 2008), prologat per Albert Manent. Entre les desenes de publicacions de Joan Roig i Montserrat cal destacar quatre llibres per entendre la seva rellevància en l'àmbit literari català més enllà dels goigs: Els camins de terra (Impremta Roig-Campos, 1973, i reeditat per Ganzell el 2022), prologat per Blai Bonet, l'edició de l’Obra poètica de Mn. Bartomeu Barceló (Impremta Roig-Campos, 1974), Pau i Fructuós. Oratori (Gogistes Tarragonins, 2009), musicat per Valentí Miserachs i Nadal, crit de llum (Ganzell edicions, 2015), prologat per Climent Forner.
El 18 de maig de 2024 Ulldemolins el nomena fill adoptiu i posa el seu nom a una plaça, organitzant-li un multitudinari homenatge.

## Selecció de publicacions

### Poesia
- Els goigs del monestir de Poblet i de la seva àrea d'influència. Ganzell edicions, 2019
- Els goigs lul·lians. Ganzell edicions, 2016
- Nadal, crit de llum. Ganzell edicions, 2015
- Pau i Fructuós. Oratori. Gogistes Tarragonins, 2009
- Obra poètica de Mn. Bartomeu Barceló. Impremta Roig-Campos, 1974
- Els camins de la terra. Impremta Roig-Campos, 1973

### Goigs
Joan Roig i Montserrat ha escrit i arranjat més de tres-cents goigs en fulls volants, llibres i carpetes. Els publicats del 1963 al 2005 els recull el Joan Bauçà en el llibre Els goigs del poeta i gogista Mn. Joan Roig i Montserrat.

### Altres publicacions
- Ex-libris pobletans. Publicacions de l'Abadia de Poblet, 2013
- "El religiós i ermità Bernat Boïl". A: Personatges il·lustres del Baix Camp i el Tarragonès. Acesa-Abertis, 2009. Article complert a la p. 76.
- El Santuari de la Mare de Déu del Loreto d'Ulldemolins: Una joia d'art bizantí encastada en el Priorat. Ajuntament d'Ulldemolins, 1996